# 鼬鼠 (装甲车)
鼬鼠（德語：Wiesel）是德国开发的一款轻型空降装甲战斗车辆，更确切地说是一款轻装甲武器载车。其尺寸、樣式以及功能都与历史上的侦查超轻型坦克类似。“鼬鼠”曾多次參與德國聯邦國防軍的海外行动。

## 历史
在70年代德國聯邦國防軍陸軍的空降步兵部队被认为会经常遭遇与敌军主战坦克的战斗，为了填补空降部队对空降轻型装甲车的需求，德国军方开发了“鼬鼠”。研制要求包括装甲车应适应北约普通运输机的大小并能够被空投，其应能攻击地方坦克或飞机。保时捷在1975年为德军开发了几种未来战斗车辆的原型车，但德军在1978年因缺少资金停止了这一项目。然而保时捷继续开发，目标瞄准为海外市场。“鼬鼠”最终成为德军新武器系统并在80年代末开始交付。该车型被命名为“鼬鼠”是因为其高速以及小尺寸，这使它难以在战场上被发现。

## 配置
根据具体的配置，车长约3.55米，车高1.82米，车宽1.82米。2.75吨的重量比美国军用悍马汽车还要轻。64千瓦2.1升奥迪五缸直列式涡轮增压柴油发动机使其最高速度达到70公里/时。“鼬鼠”可以涉水0.5米并能通过1.2米宽的战壕。其生产厂家为莱茵金属。
底盘由钢制装甲制造，可抵御5.56毫米及7.62毫米轻武器子弹的射击。尽管该车进行了空降测试，但并没有成功，造成四辆测试车损坏。然而，“鼬鼠”可以被运输直升机轻松地调运，一架CH-53“海种马”可一次吊运两辆，而普通运输机(如C-130大力神)一次可运输四辆以上。

## “鼬鼠”1[1]

### 在役的变种车
- “鼬鼠”1侦察车
- “鼬鼠”1陶式导弹反坦克车
  - “鼬鼠”1反坦克车BMS升级型
- “鼬鼠”1 MK20 Rh 202（英语：Rheinmetall Mk 20 Rh-202）机炮火力支援车
  - “鼬鼠”1 MK20视野升级型
  - “鼬鼠”1 MK20 BMS升级型
- “鼬鼠” 1 遥控型，装备地面扫描雷达

### 原型车及教练车
- “鼬鼠”1陶式导弹装填车
- “鼬鼠”1 BTM208炮塔型，装备MG3和M2勃朗宁重机枪
- “鼬鼠”1 霍特导弹反坦克车
  - “鼬鼠”1 霍特导弹反坦克车UTM-800炮塔型
- “鼬鼠”1雷达车，装备RATAC-S多目标雷达
- “鼬鼠”1 MK25 25毫米装甲升级型

## “鼬鼠”2

### 在役的变种车
“鼬鼠”2是“鼬鼠”1的加长版本。引擎更换为109匹马力1.9升大众四缸直列式涡轮增压直射柴油发动机，并换装采埃孚自动变速器。“鼬鼠”2更大、更快、更强力，其加装了加强装甲、空调系统以及三防系统。
- “鼬鼠”2轻型防空系统（德語：Leichtes Flugabwehr System - LeFlaSys）
  - “鼬鼠”2防空指挥车
  - “鼬鼠”2防空预警火控车，装备防空雷达
  - “虎貓”防空武器运载车（德語：Ozelot），装备防空导弹发射装置（两具发射筒及四发毒刺导弹，或两具发射筒及四发LFK NG导弹）
- “鼬鼠”2战场救护车
- “鼬鼠”2战斗工程侦察车
- “鼬鼠”2战场指挥车
- “鼬鼠”2先进火炮系统
  - “鼬鼠”2联合火力指控车
  - “鼬鼠”2轻装甲火炮，装备120毫米自动迫击炮系统（英语：120 Krh/40）
  - “鼬鼠”2联合火力支援车

### 原型车及教练车
- “鼬鼠”2装甲运输车，可运载2-4人
- “鼬鼠”2侦察车
- “鼬鼠”2弹药运输车
- “鼬鼠”2火控侦察车
- “鼬鼠”2 霍特导弹反坦克车
- “鼬鼠”2 SYRANO（英语：SYRANO），法国陆军机器人系统
- “鼬鼠”2 RMK30机炮火力支援车

## 图片

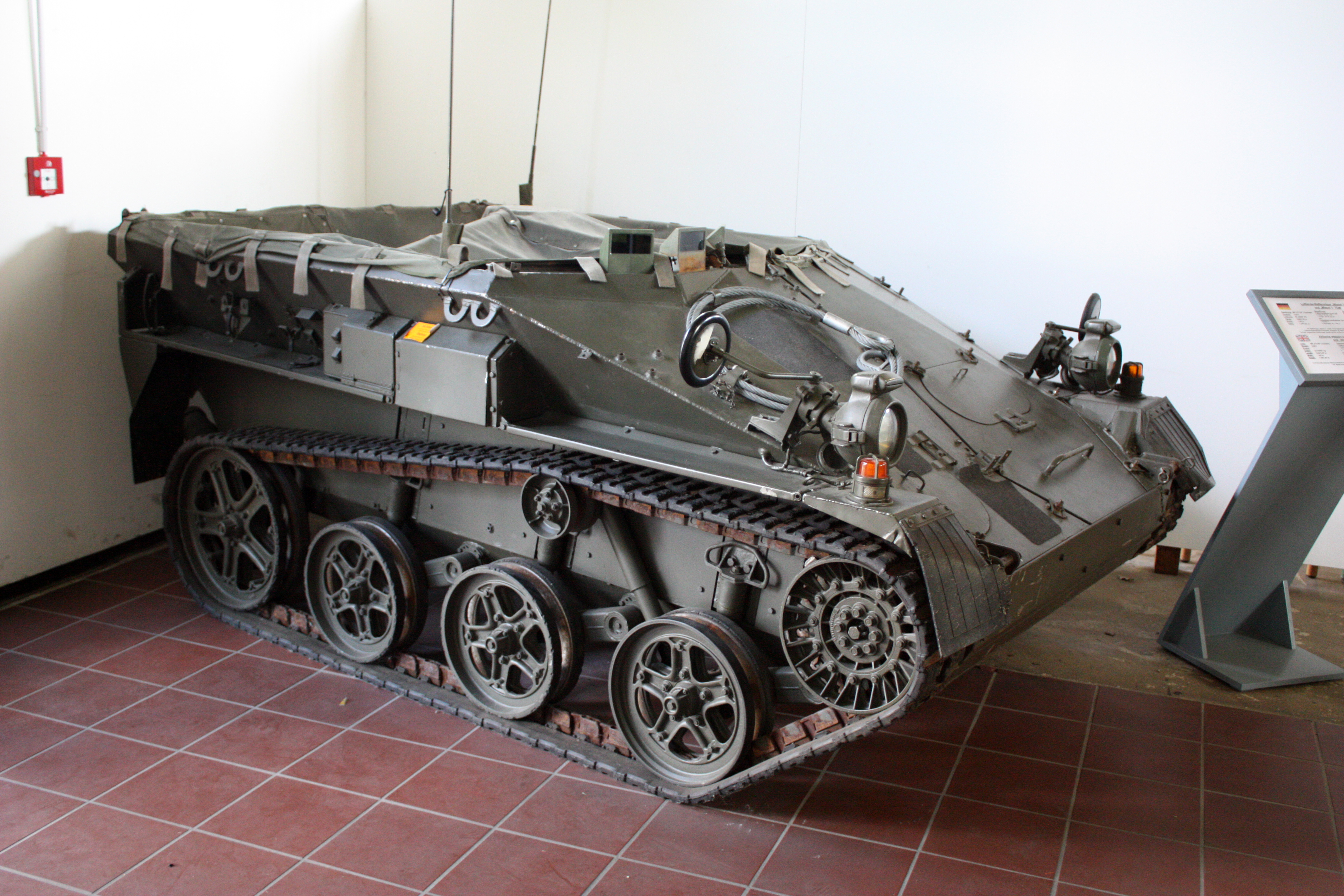
“鼬鼠”1原型车
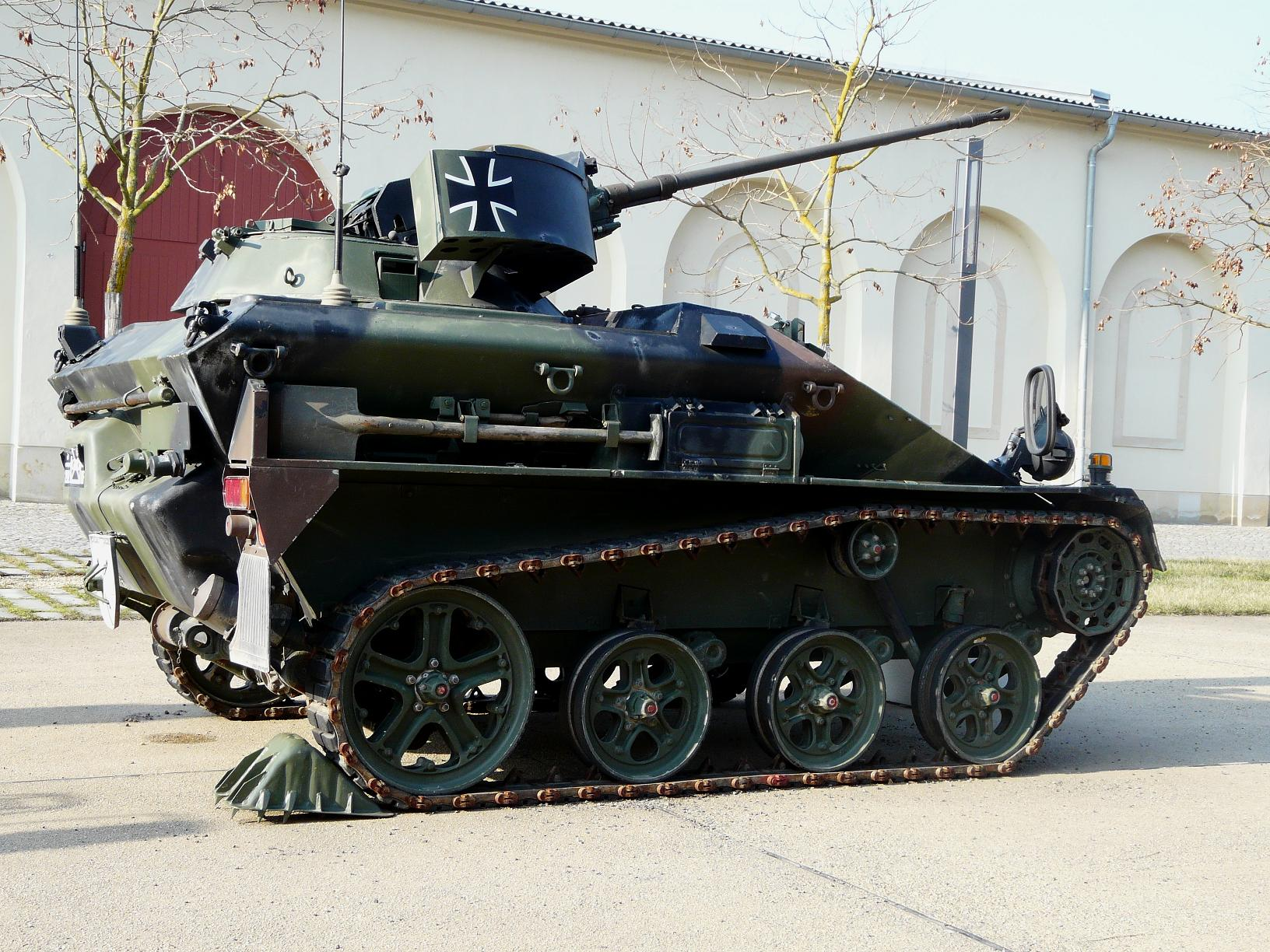
“鼬鼠”1 MK20 Rh 202機砲（英语：Rheinmetall MK 20 Rh202）火力支援车
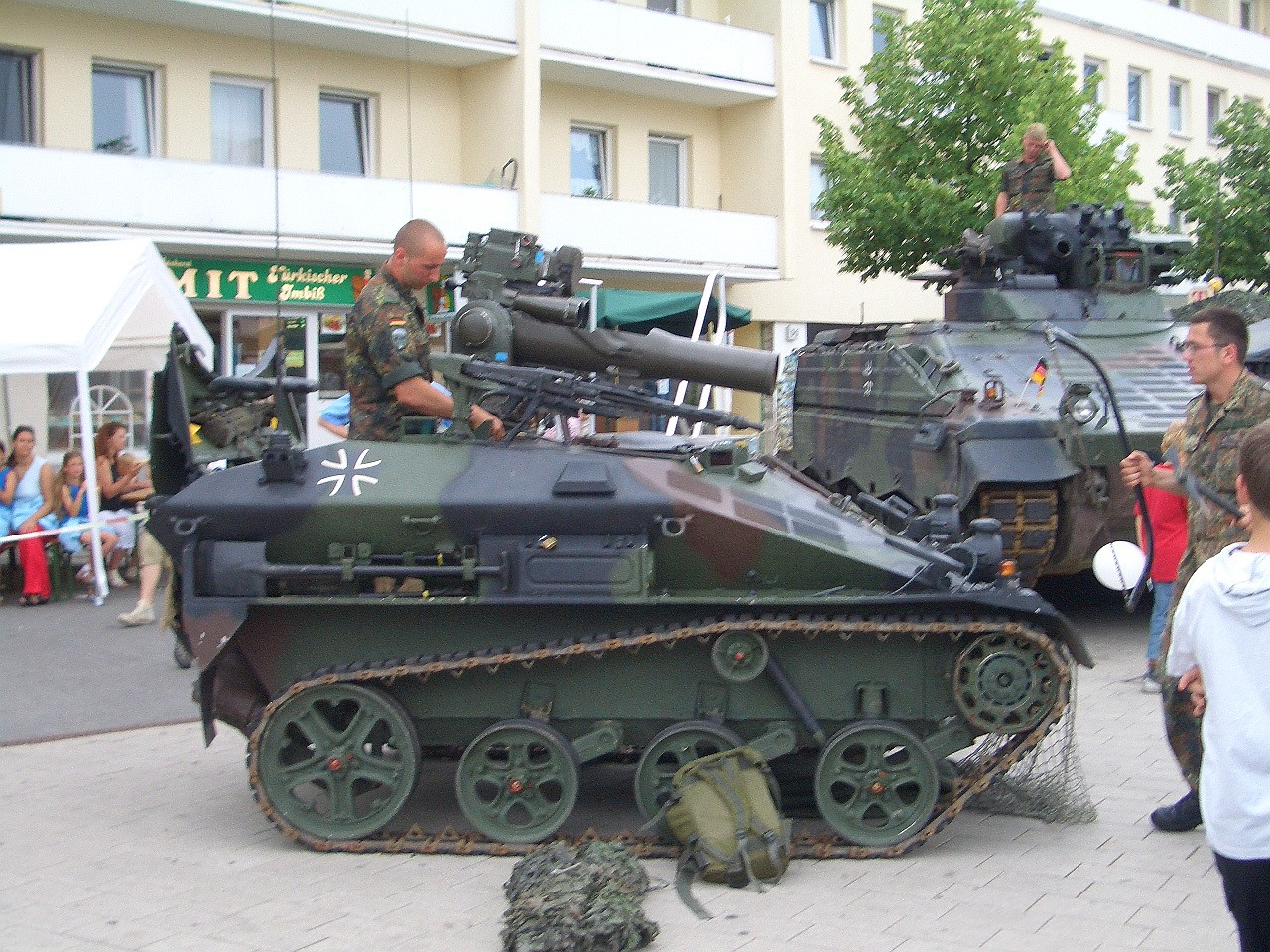
“鼬鼠”1陶式导弹反坦克车
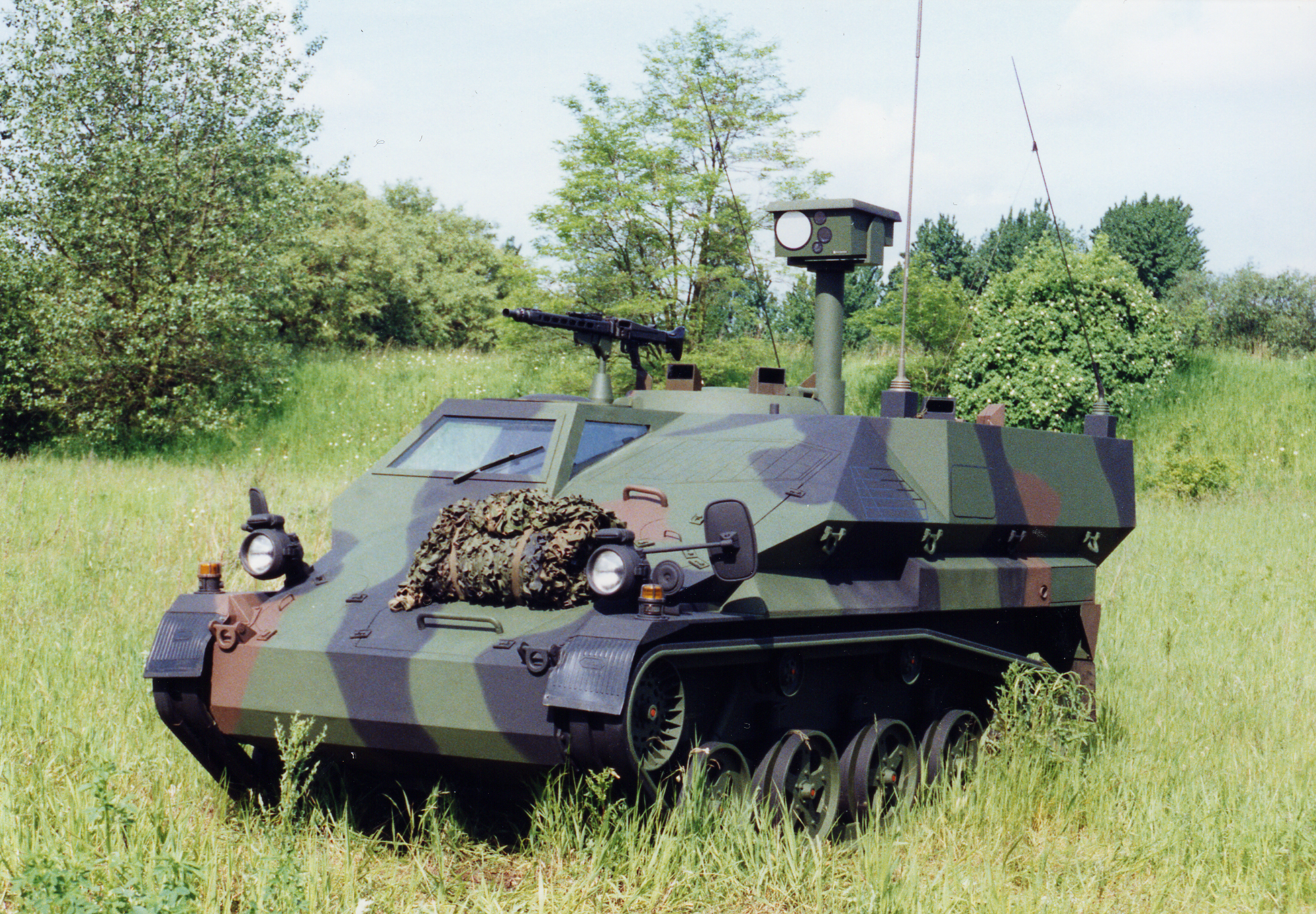
“鼬鼠”2侦察车
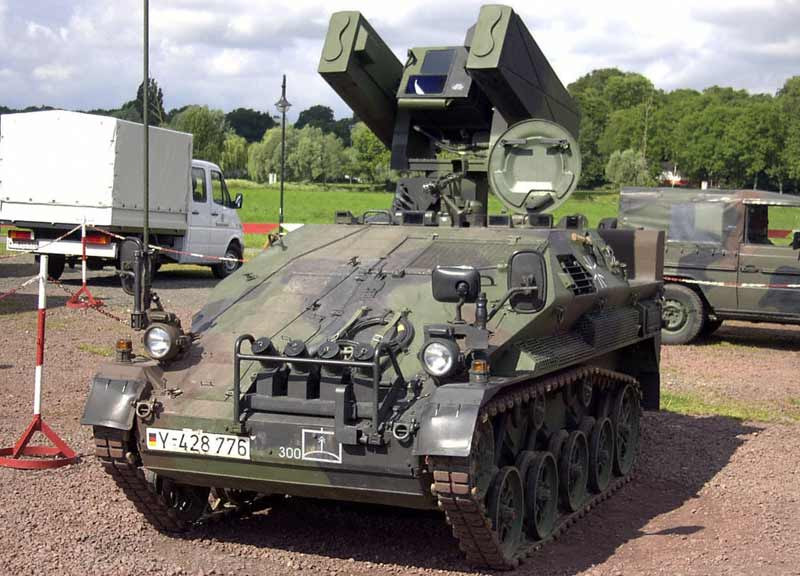
“鼬鼠”2LFK NG飛彈防空武器运载车
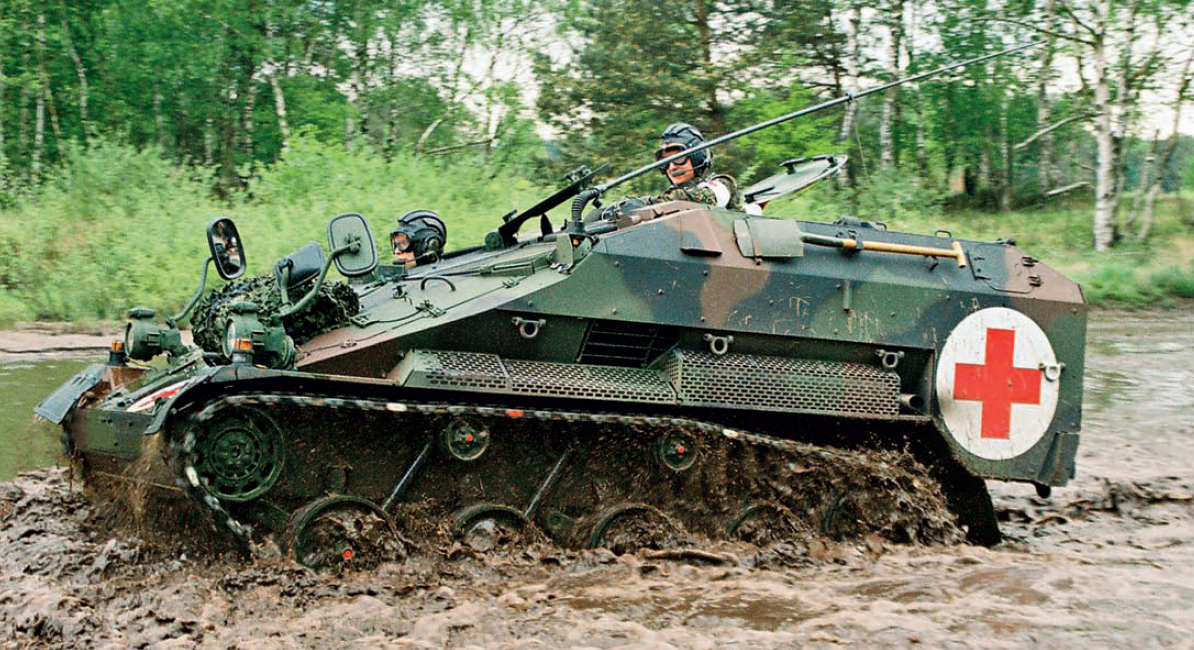
“鼬鼠”2战场救护车
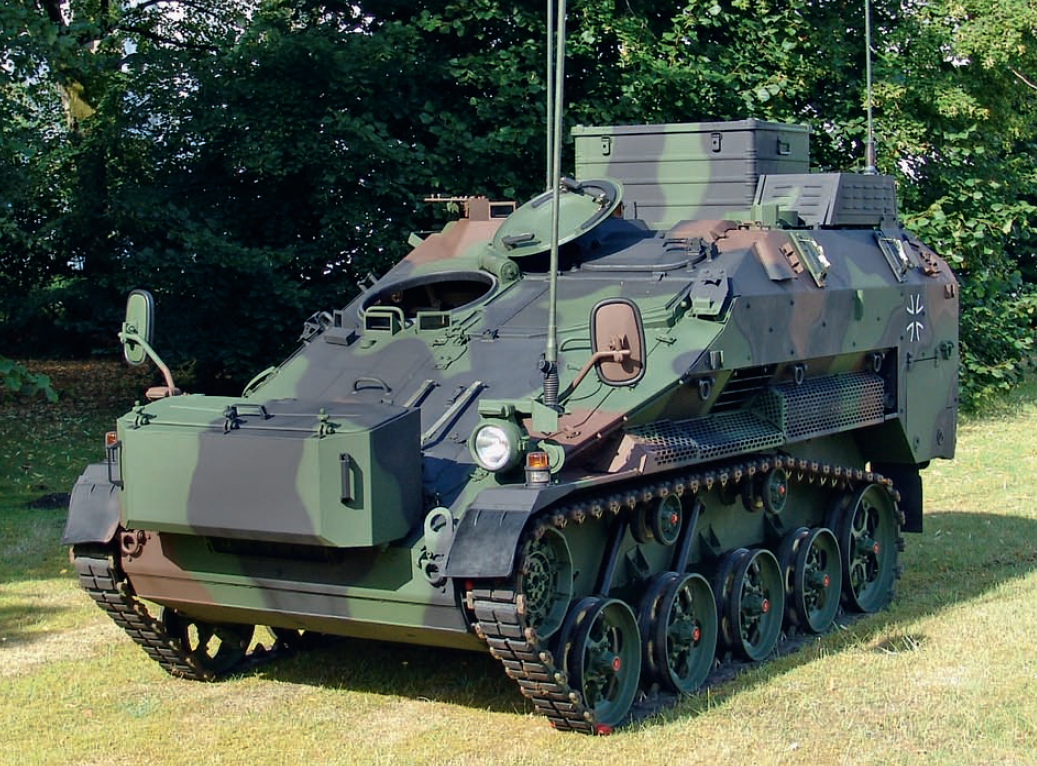
“鼬鼠”2战场指挥车
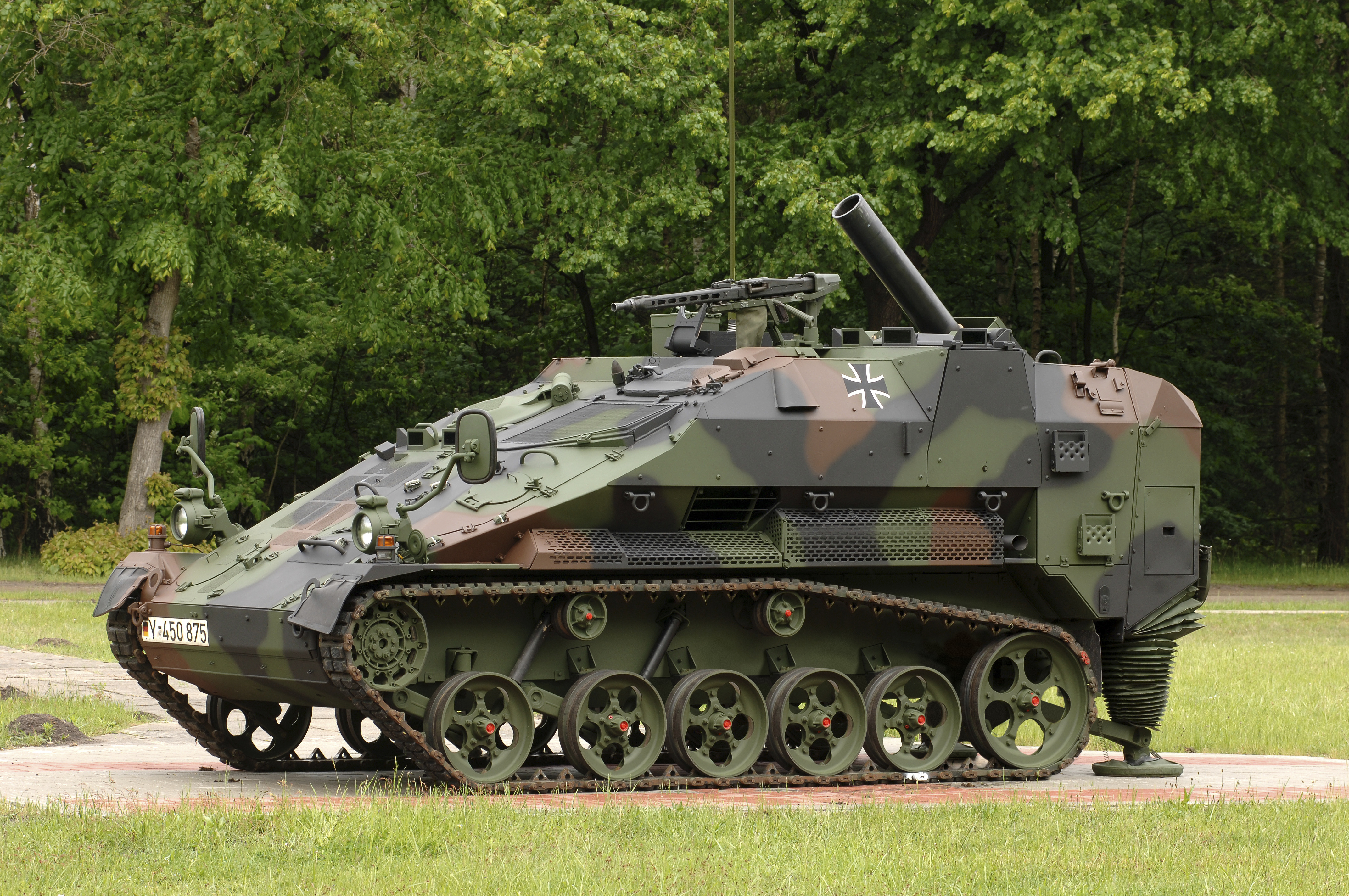
“鼬鼠”2轻装甲自行迫擊炮，裝備一門M120迫擊砲
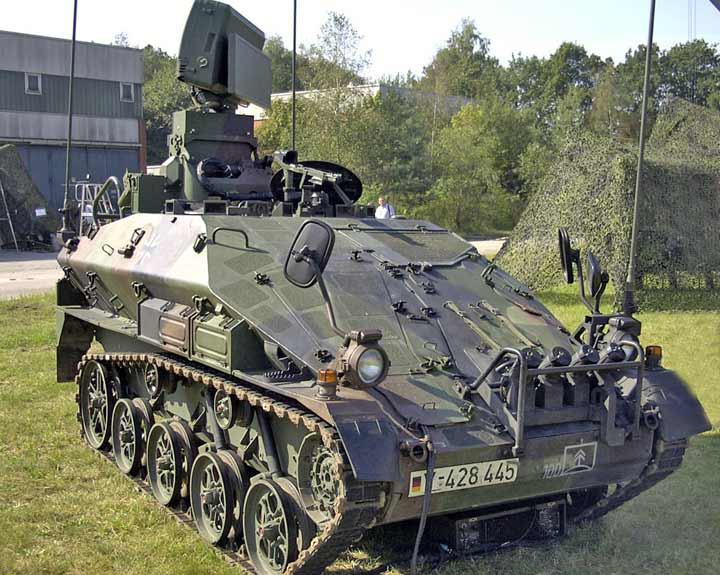
“鼬鼠”2防空预警火控车
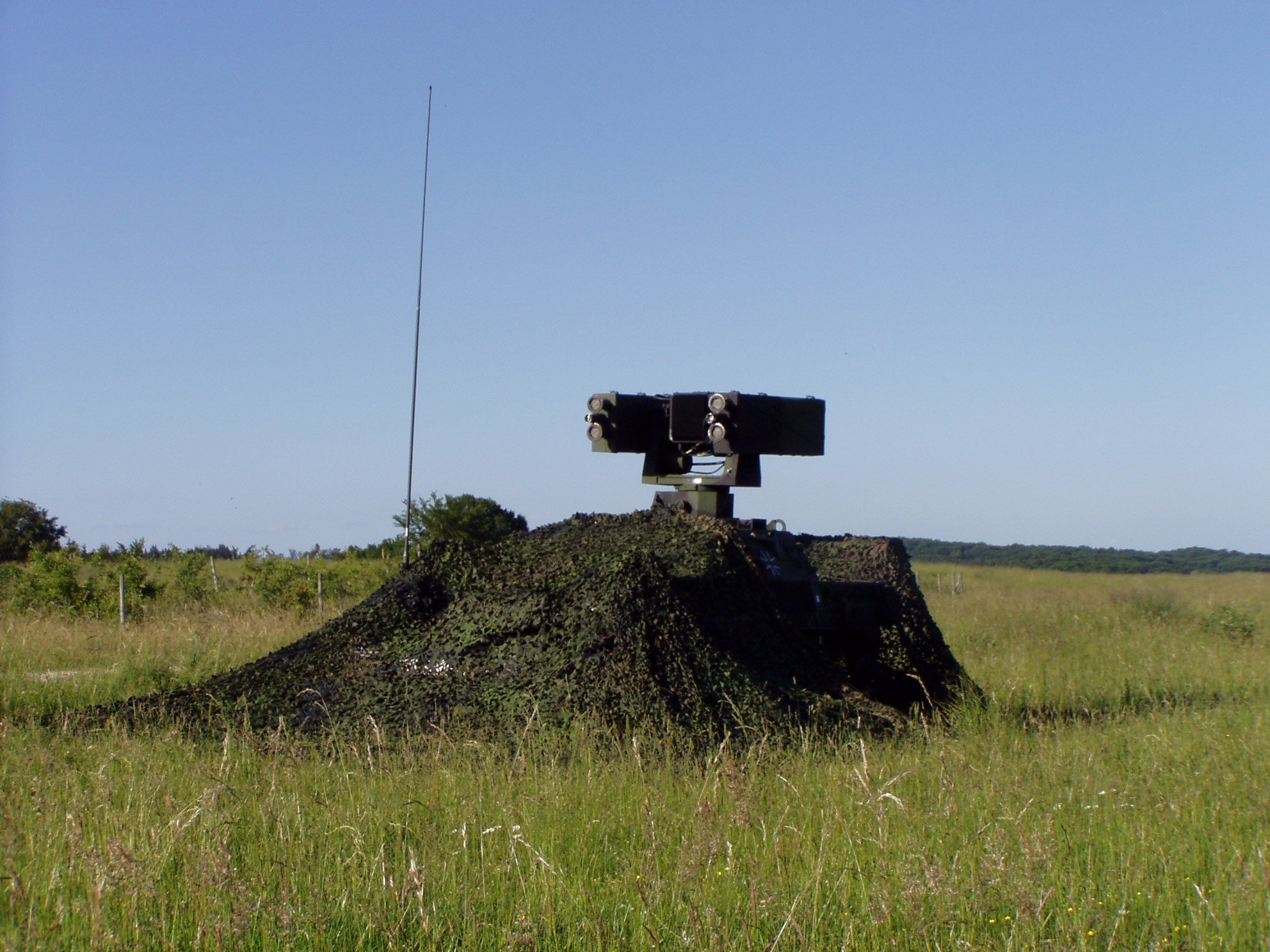
进入发射状态的“鼬鼠”2刺針飛彈防空武器运载车
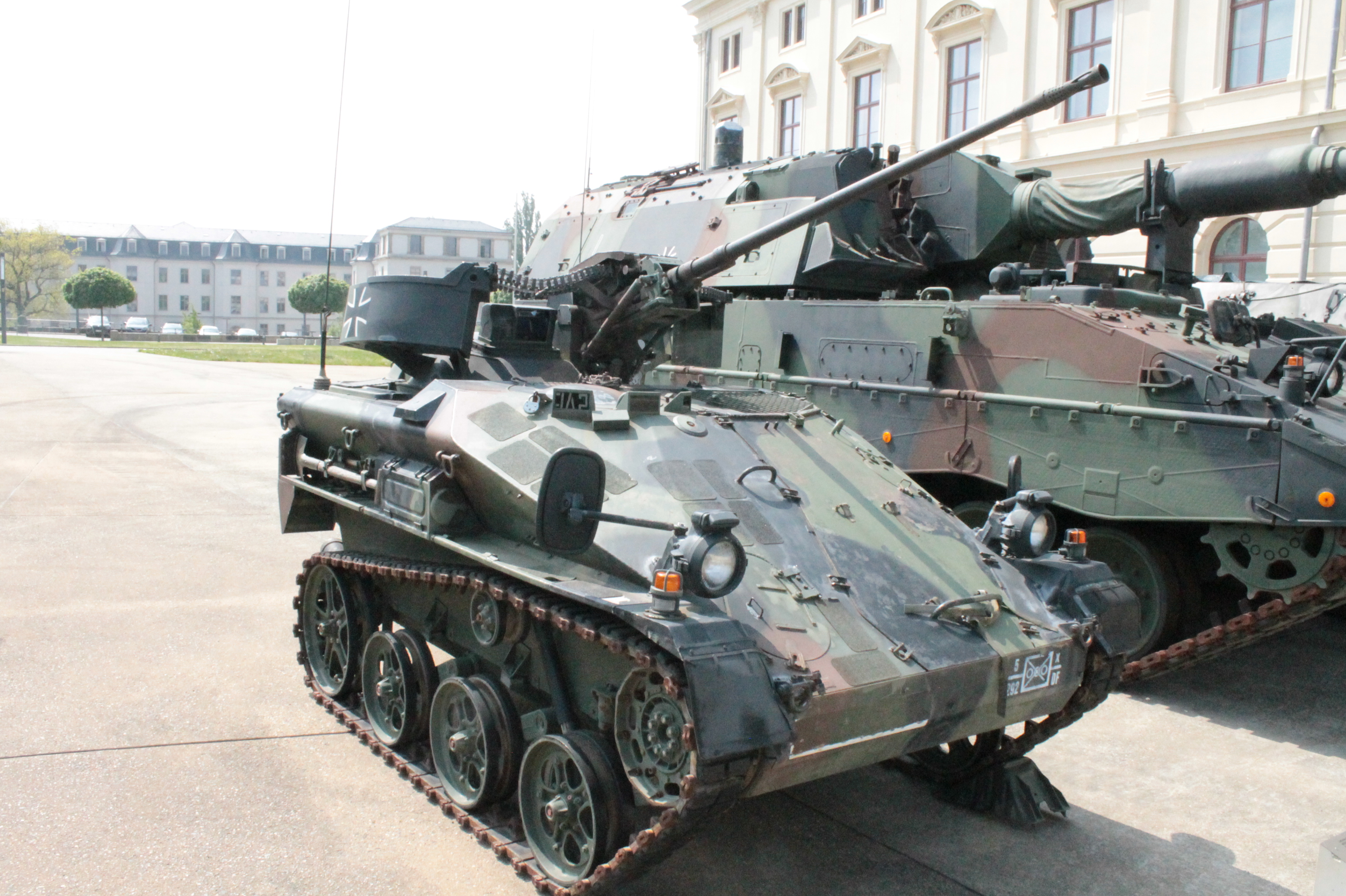
“鼬鼠”1与PzH2000自行榴彈砲
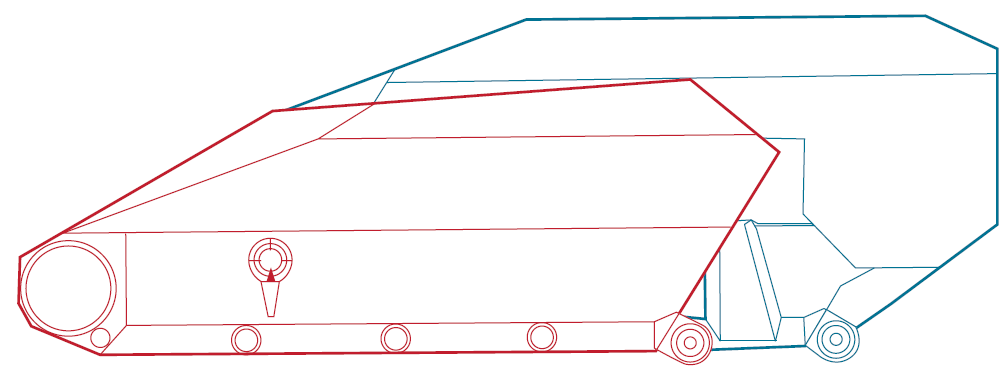
“鼬鼠”1和2车体的比较

## 使用国
- 德国：343辆“鼬鼠”1及197辆“鼬鼠”2。德國總理蕭茲（Olaf Scholz）於2023年7月10日與澳洲總理艾班尼斯會面討論簽署澳德國防協議，向澳洲採購100輛澳製的「拳師」裝甲車，以汰換老舊的「鼬鼠2型」甲車[2]。
- 美国：1辆“鼬鼠”1用作无人测试[3]